# Montbré
Montbré est une commune française située dans le département de la Marne, en région Grand Est.

## Géographie
|                  | Trois-Puits       |        |
| Champfleury      | Montbré           | Taissy |
| Villers-Allerand | Rilly-la-Montagne |        |

### Hydrographie
La commune est dans la région hydrographique « la Seine du confluent de l'Oise (inclus) à l'embouchure » au sein du bassin Seine-Normandie. Elle n'est drainée par aucun cours d'eau,.

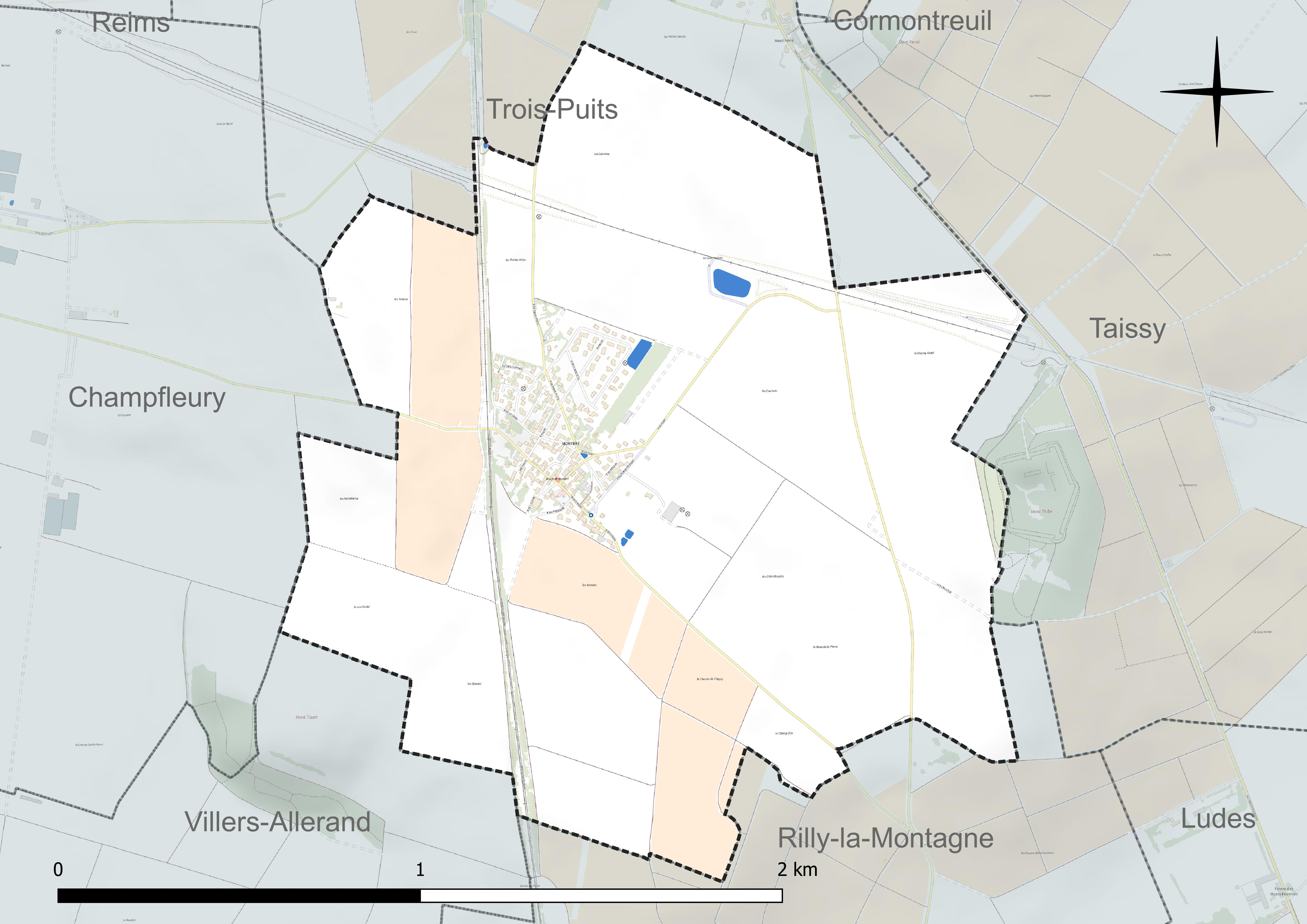
Réseau hydrographique de Montbré.

### Climat
Pour des articles plus généraux, voir Climat du Grand Est et Climat de la Marne.
En 2010, le climat de la commune est de type climat océanique dégradé des plaines du Centre et du Nord, selon une étude du Centre national de la recherche scientifique s'appuyant sur une série de données couvrant la période 1971-2000. En 2020, Météo-France publie une typologie des climats de la France métropolitaine dans laquelle la commune est exposée à un climat océanique altéré et est dans la région climatique  Nord-est du bassin Parisien, caractérisée par un ensoleillement médiocre, une pluviométrie moyenne régulièrement répartie au cours de l’année et un hiver froid (3 °C). 
Pour la période 1971-2000, la température annuelle moyenne est de 10,5 °C, avec une amplitude thermique annuelle de 16 °C. Le cumul annuel moyen de précipitations est de 711 mm, avec 11,8 jours de précipitations en janvier et 7,8 jours en juillet. Pour la période 1991-2020, la température moyenne annuelle observée sur la station météorologique de Météo-France la plus proche, « Mailly-civc », sur la commune de Mailly-Champagne à 7 km à vol d'oiseau, est de 11,2 °C et le cumul annuel moyen de précipitations est de 755,5 mm. 
La température maximale relevée sur cette station est de 39,8 °C, atteinte le 25 juillet 2019 ; la température minimale est de −20 °C, atteinte le 16 janvier 1985,,. 
Les paramètres climatiques de la commune ont été estimés pour le milieu du siècle (2041-2070) selon différents scénarios d'émission de gaz à effet de serre à partir des nouvelles projections climatiques de référence DRIAS-2020. Ils sont consultables sur un site dédié publié par Météo-France en novembre 2022.

## Urbanisme

### Typologie
Au 1er janvier 2024, Montbré est catégorisée commune rurale à habitat dispersé, selon la nouvelle grille communale de densité à sept niveaux définie par l'Insee en 2022.
Elle est située hors unité urbaine. Par ailleurs la commune fait partie de l'aire d'attraction de Reims, dont elle est une commune de la couronne,. Cette aire, qui regroupe 294 communes, est catégorisée dans les aires de 200 000 à moins de 700 000 habitants,.

### Occupation des sols
L'occupation des sols de la commune, telle qu'elle ressort de la base de données européenne d’occupation biophysique des sols Corine Land Cover (CLC), est marquée par l'importance des territoires agricoles (100 % en 2018), une proportion identique à celle de 1990 (100 %). La répartition détaillée en 2018 est la suivante : 
terres arables (75,6 %), cultures permanentes (15,9 %), zones agricoles hétérogènes (8,5 %). L'évolution de l’occupation des sols de la commune et de ses infrastructures peut être observée sur les différentes représentations cartographiques du territoire : la carte de Cassini (XVIIIe siècle), la carte d'état-major (1820-1866) et les cartes ou photos aériennes de l'IGN pour la période actuelle (1950 à aujourd'hui).

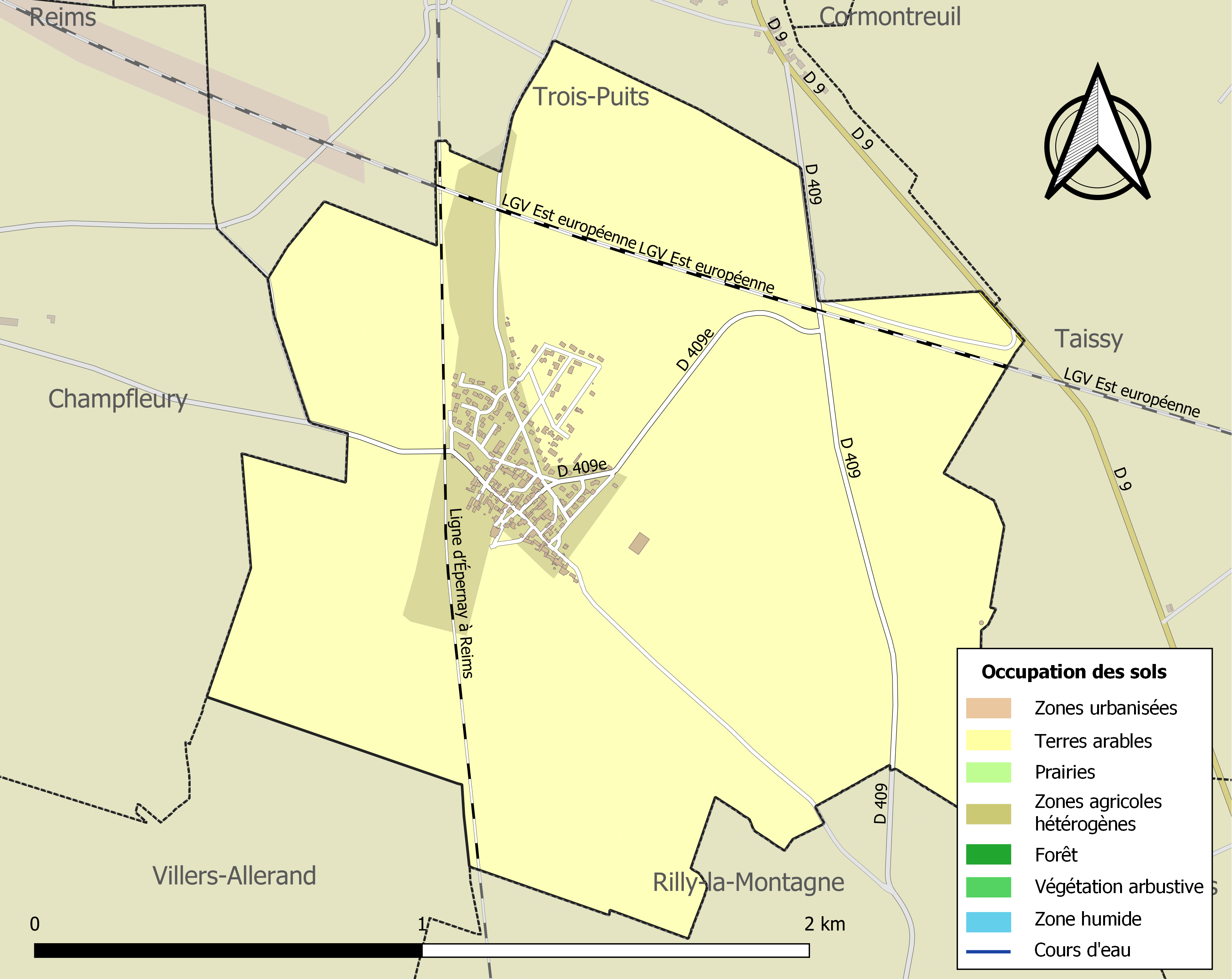
Carte des infrastructures et de l'occupation des sols de la commune en 2018 (CLC).

## Toponymie
Le nom de la localité est attesté sous les formes Mumbrès (1197) ; Munbrès (vers 1200) ; Montbrés (1201) ; Mombretum (1203) ; Mombrès (commencement du XIVe siècle) ; Mombretum (1303-1312) ; Monbret (1374) ; Montbret (vers 1375) ; Mombret (1433) ; Mombré (1652) ; Monbré (1748).

## Histoire
En 1793, Montbré était regroupée avec sa voisine Trois-Puits dans une seule municipalité.
Ici eut lieu, lors de la Première Guerre mondiale entre le 2 et le 5 septembre 1914, une partie de la première bataille de la Marne où la 9e division de cavalerie faisant partie de la IVe armée française s'est illustrée, sous les ordres du général de l'Espée.
La commune est décorée de la Croix de guerre 1914-1918 le 30 mai 1921.

## Transports
Montbré possède une gare, la gare de Montbré, sur la ligne de Reims à Épernay et est desservie par des TER Champagne-Ardennes effectuant des liaisons entre les gares de Reims et d’Épernay.

## Politique et administration

### Intercommunalité
La commune, antérieurement membre de la communauté de communes des Forêts et Coteaux de la Grande Montagne, devient membre, le 1er janvier 2014, de la communauté de communes Vesle et Coteaux de la Montagne de Reims. En effet, conformément aux prévisions du schéma départemental de coopération intercommunale (SDCI) de la Marne du 15 décembre 2011, cette communauté de communes est née le 1er janvier 2014 de la fusion de trois petites intercommunalités :
- la Communauté de communes des Forêts et Coteaux de la Grande Montagne (CCFCGM), qui regroupait cinq communes ;
- la Communauté de communes des Rives de Prosne et Vesle (CCRPV), sauf la commune de Prosnes, soit deux communes ;
- la Communauté de communes Vesle-Montagne de Reims (CCVMR), qui regroupait neuf communes ;

auxquelles s'est joint la commune isolée de Villers-Marmery.
Trois ans plus tard, Montbré comme toutes les communes membres de la communauté de communes Vesle et Coteaux de la Montagne de Reims qui disparait, est intégrée à la communauté urbaine du Grand Reims.

### Liste des maires

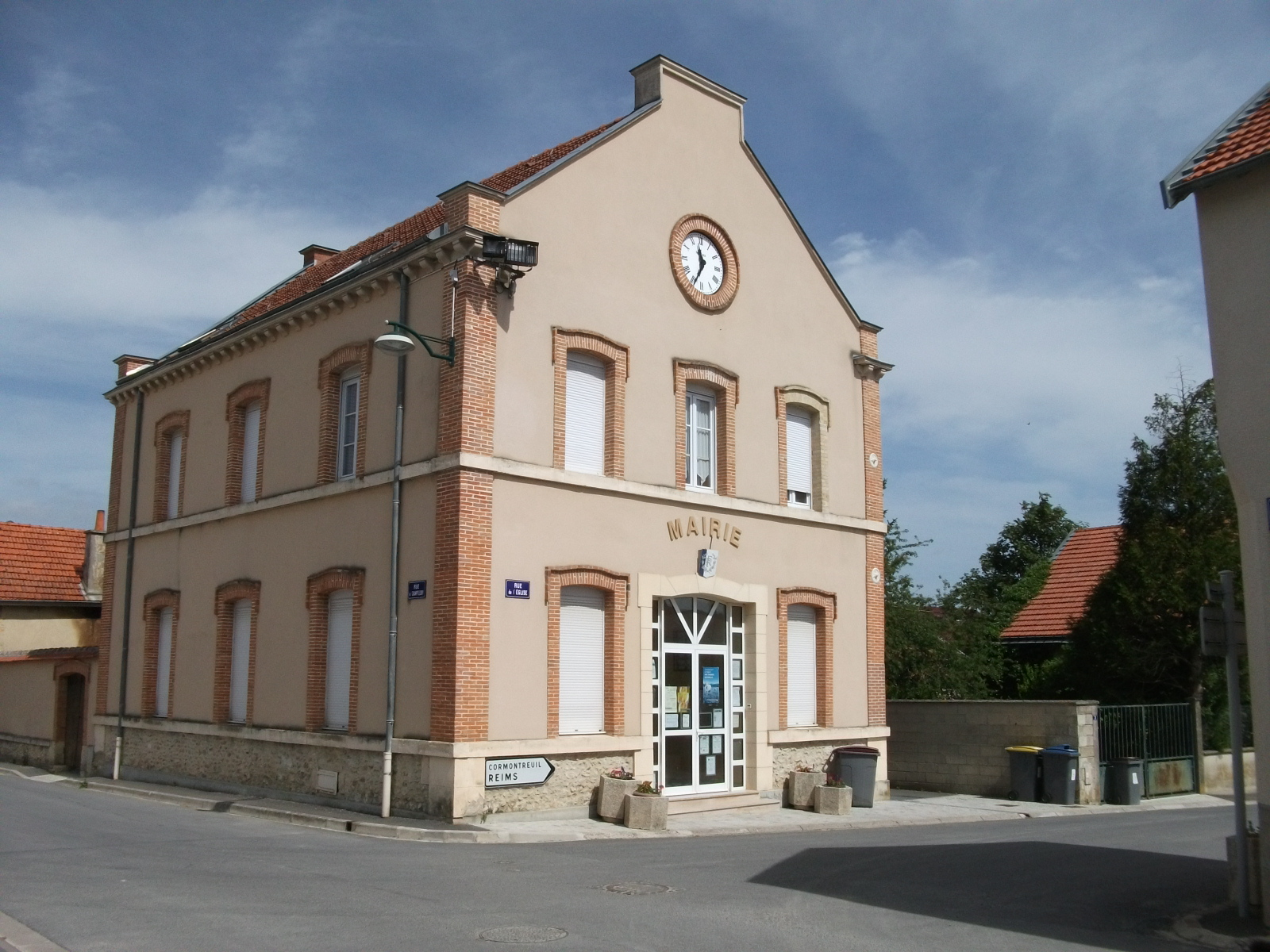
La mairie de Montbré.

| Période                                  | Période                      | Identité       | Étiquette | Qualité     |
| ---------------------------------------- | ---------------------------- | -------------- | --------- | ----------- |
| Les données manquantes sont à compléter. |                              |                |           |             |
| 1983                                     | 2014                         | Guy Chrétien   | UMP       | Agriculteur |
| 2014                                     | En cours (au 4 juillet 2014) | Maryse Lequeux |           |             |

## Démographie
L'évolution du nombre d'habitants est connue à travers les recensements de la population effectués dans la commune depuis 1800. Pour les communes de moins de 10 000 habitants, une enquête de recensement portant sur toute la population est réalisée tous les cinq ans, les populations de référence des années intermédiaires étant quant à elles estimées par interpolation ou extrapolation. Pour la commune, le premier recensement exhaustif entrant dans le cadre du nouveau dispositif a été réalisé en 2004.

En 2022, la commune comptait 380 habitants, en évolution de +47,29 % par rapport à 2016 (Marne : −1,19 %, France hors Mayotte : +2,11 %).
| 1800 | 1806 | 1821 | 1831 | 1836 | 1841 | 1846 | 1851 | 1856 |
| ---- | ---- | ---- | ---- | ---- | ---- | ---- | ---- | ---- |
| 236  | 243  | 230  | 257  | 253  | 260  | 255  | 230  | 252  |

| 1861 | 1866 | 1872 | 1876 | 1881 | 1886 | 1891 | 1896 | 1901 |
| ---- | ---- | ---- | ---- | ---- | ---- | ---- | ---- | ---- |
| 217  | 203  | 193  | 183  | 181  | 168  | 161  | 153  | 153  |

| 1906 | 1911 | 1921 | 1926 | 1931 | 1936 | 1946 | 1954 | 1962 |
| ---- | ---- | ---- | ---- | ---- | ---- | ---- | ---- | ---- |
| 144  | 146  | 113  | 112  | 104  | 97   | 100  | 97   | 97   |

| 1968 | 1975 | 1982 | 1990 | 1999 | 2004 | 2006 | 2009 | 2014 |
| ---- | ---- | ---- | ---- | ---- | ---- | ---- | ---- | ---- |
| 105  | 245  | 282  | 281  | 259  | 263  | 265  | 262  | 257  |

| 2019 | 2022 | - | - | - | - | - | - | - |
| ---- | ---- | - | - | - | - | - | - | - |
| 319  | 380  | - | - | - | - | - | - | - |

## Lieux et monuments
Sur la colline surplombant le village se trouvent les ruines d'un moulin et un ancien fort de ceinture de Reims du système Séré de Rivières. Bien que dénommé « Fort de Montbré », il est situé sur la commune voisine de Taissy.

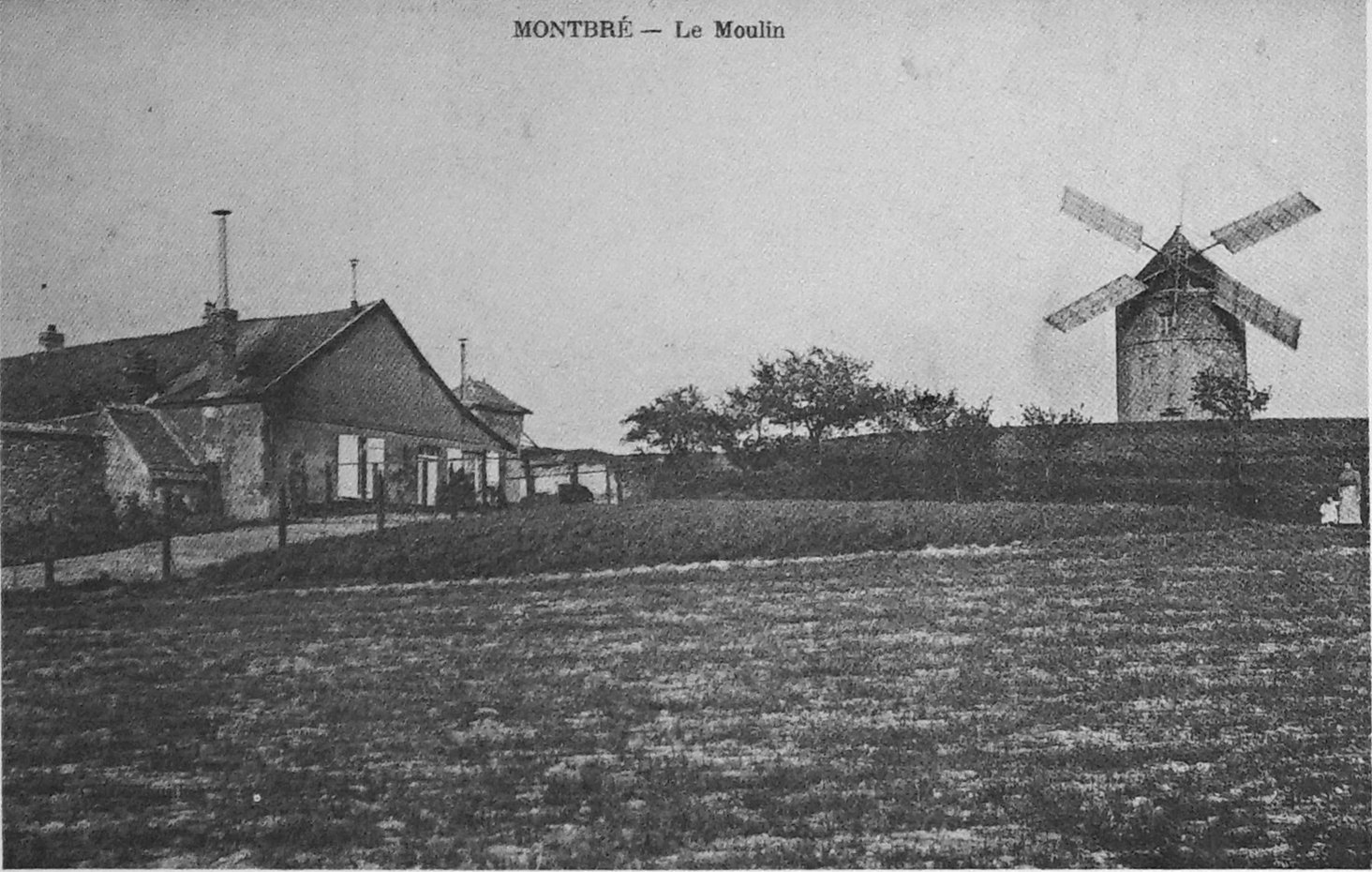
Le moulin.
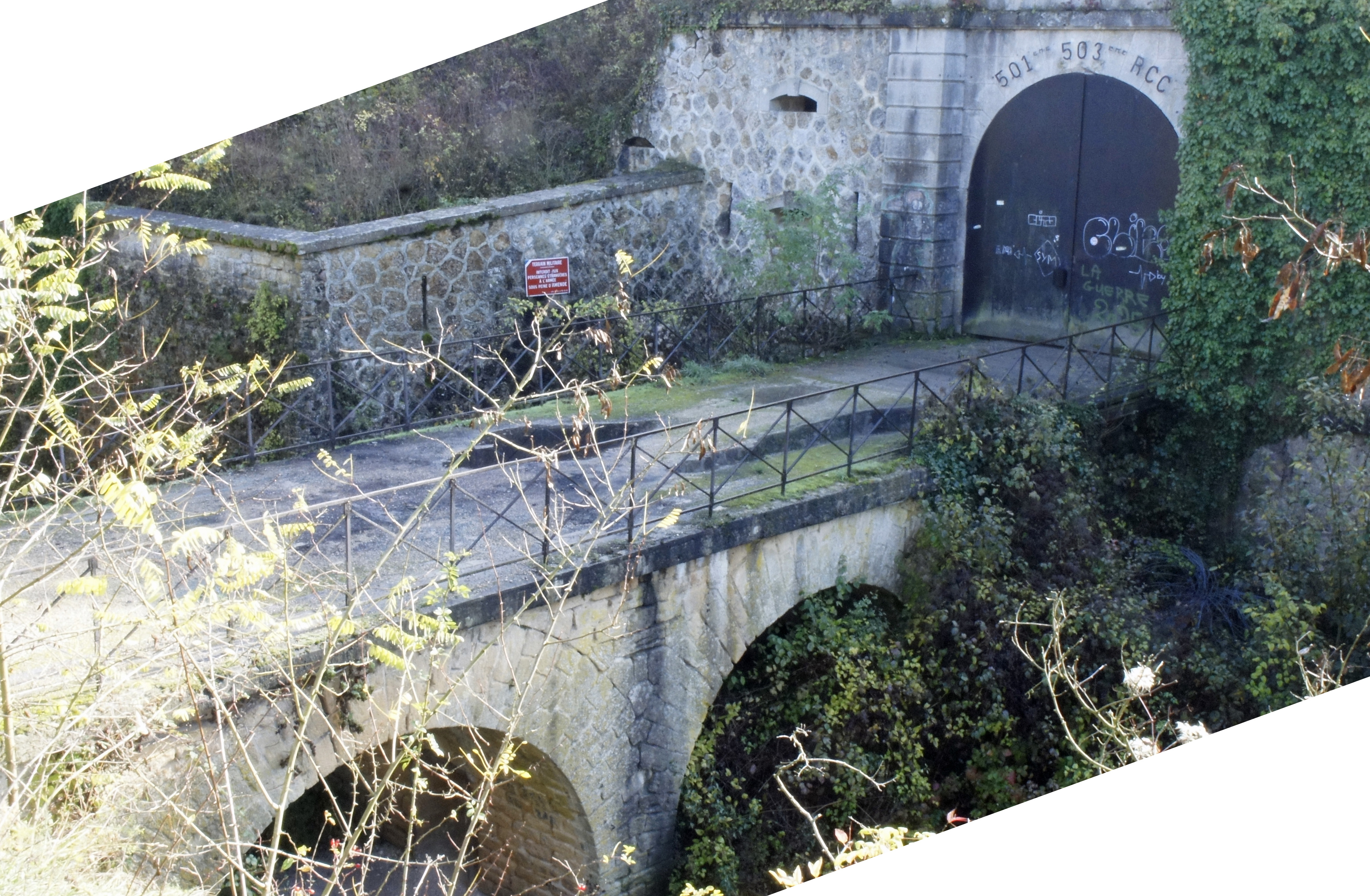
L'entrée du fort de Montbré.
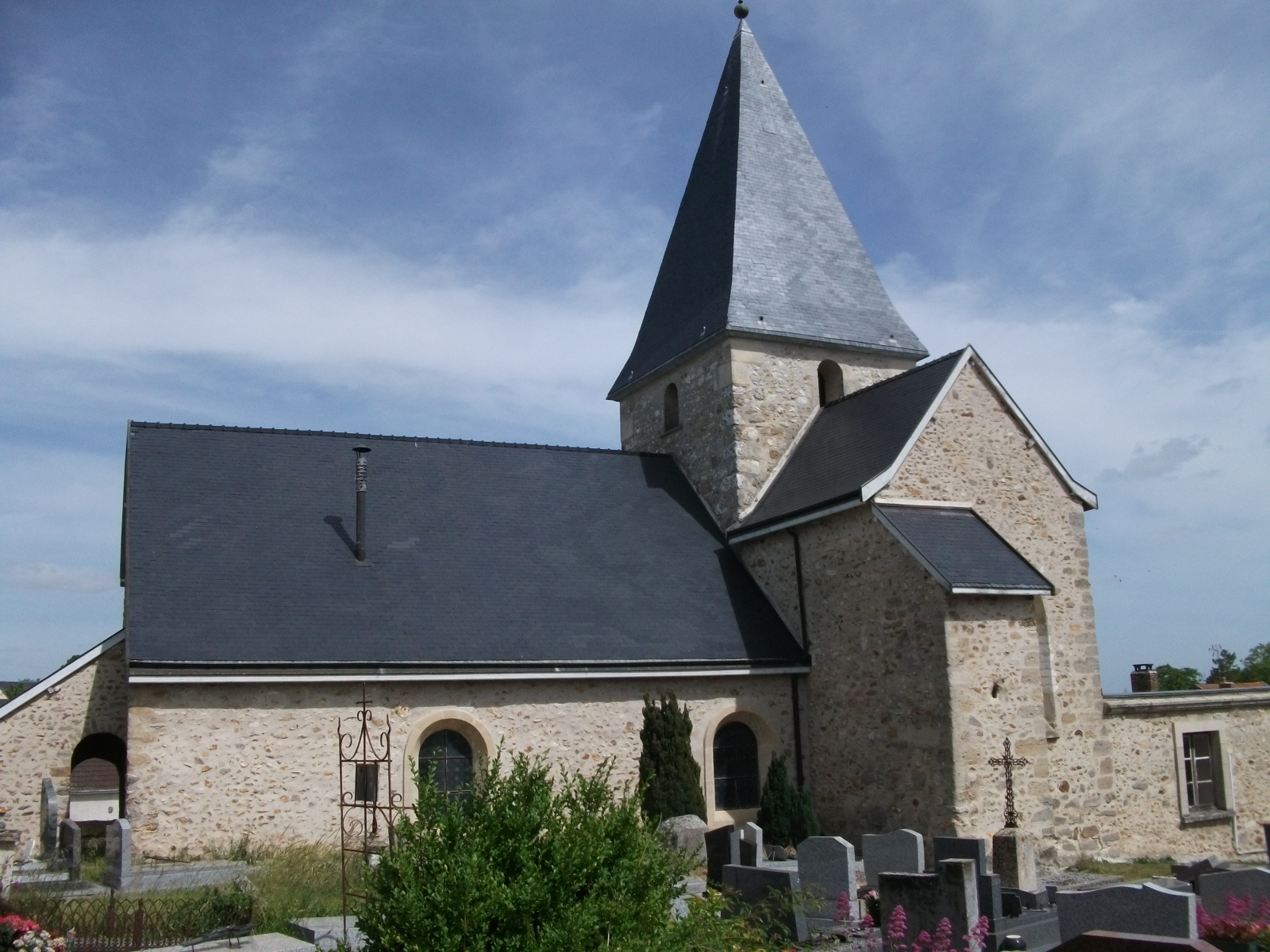
L'église.
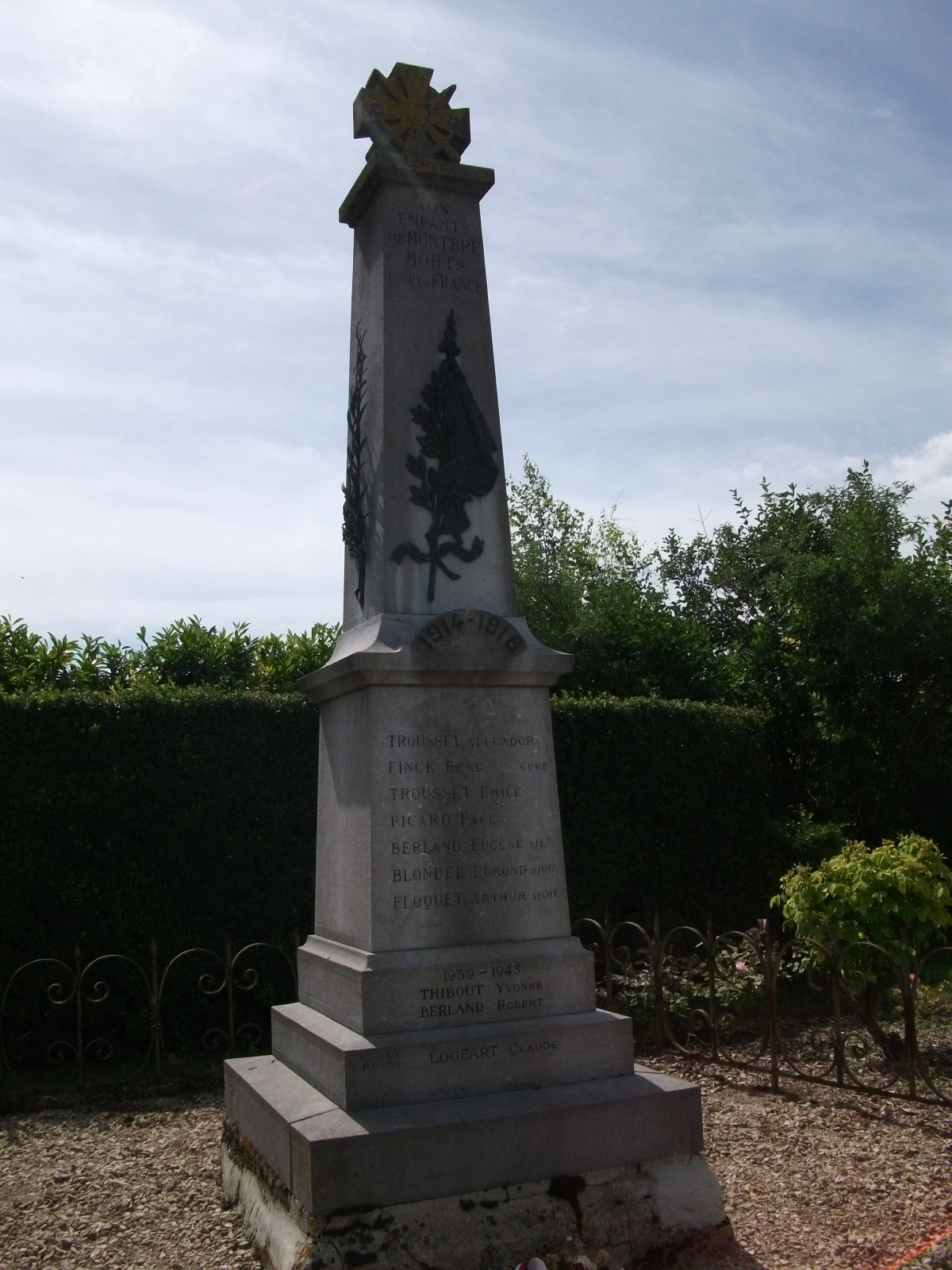
Le monument aux morts.

## Patrimoine naturel
Plusieurs espèces protégées ont été signalées sur le territoire communal :

### Espèces végétales
- Lin français[26]
- Grande Orobanche[26]

### Espèces animales
- Crapaud accoucheur[27]

## Personnalités liées à la commune
- Robert Louis Berland, né le 29 avril 1898 à Montbré, déporté par transport parti de Compiègne le 15 juillet 1944 à destination du camp de concentration de Neuengamme, mort en déportation[28] le 14 avril 1945 à Bremervörde (Allemagne).
- Une branche de la famille Coquebert s'adjoint le patronyme Monbret en référence au village.